# Andy Bloch
Andrew Elliot Bloch (New Haven, 1º giugno 1969) è un giocatore di poker statunitense.
Andy Bloch ha due lauree, una in Ingegneria elettronica presso il Massachusetts Institute of Technology (MIT) e una in Legge alla Harvard University.
Ha vinto il suo primo braccialetto WSOP nel $1.500 Seven Card Stud nell'edizione 2012, sconfiggendo Barry Greenstein nell'heads-up finale.
Vanta inoltre un secondo posto ai tornei di H.O.R.S.E. da 50000 $ e Pot Limit Hold'em da 10000 $ alle WSOP 2005. È considerato uno dei maggiori esperti di teoria del poker.
È detentore, assieme a David "Chip" Reese, del record del più lungo heads-up della storia delle WSOP, con 286 mani giocate (nell'evento $50.000 H.O.R.S.E. delle WSOP 2006).

## Braccialetti delle WSOP
| Edizione | Torneo                 | Premio (US$) |
| -------- | ---------------------- | ------------ |
| 2012     | $1.500 Seven Card Stud | 126363 $     |